# Rob McElhenney
Robert "Rob" McElhenney (Filadélfia, Pensilvânia, 14 de abril de 1977) é um ator estadunidense mais conhecido por interpretar Mac na série televisiva de sucesso do canal FX, It's Always Sunny in Philadelphia (2005–presente), na qual é creditado como criador, desenvolvedor e produtor executivo, além de ser responsável pela direção e pelo roteiro de vários episódios. 

## Biografia
McElhenney nasceu em Filadélfia, Pensilvânia. McElhenney estudou na Waldron Mercy Academy no primário. Ele então passou a frequentar a prestigiosa Saint Joseph's Preparatory School no ensino médio. 

## Carreira
McElhenney fez sua estréia no cinema com um pequeno papel em The Devil's Own de Alan J. Pakula e seguiu com pequenos papéis nos filmes A Civil Action, Wonder Boys, e Thirteen Conversations About One Thing. Mais tarde teve papéis maiores nos filmes Latter Days e The Tollbooth. McElhenney também interpretou um pequeno papel da oitava temporada de Law & Order, no episódio "Thrill". Ele ainda servia mesas durante seus exercícios de atuação em 2004, quando seu empresário e agente apresentou a ideia de McElhenney para uma sitcom ao canal de TV a cabo FX, que o recebeu calorosamente. McElhenney disse que 50 semanas de cada ano são dedicadas a atuar, escrever e produzir para a série, mas ainda ele ele conseguiu achar tempo para aparecer na terceira temporada de Lost como Aldo no episódio "Not in Portland". Isso foi resultado de um encontro de McElhenney com o co-criador e produtor executivo de Lost, Damon Lindelof, que é um grande fã de It's Always Sunny in Philadelphia. McElhenney interpretou Aldo novamente na sexta temporada de Lost, em um único episódio. 

## Filmagrafia

### Filmes
| Ano  | Título                                 | Personagem    | Notas                      |
| ---- | -------------------------------------- | ------------- | -------------------------- |
| 1997 | The Devil's Own                        | Kevin         | cena deletada              |
| 1998 | A Civil Action                         | Adolescente   |                            |
| 2000 | Wonder Boys                            | Estudante     | cena deletada              |
| 2001 | Thirteen Conversations About One Thing | Chris Hammond |                            |
| 2001 | Campfire Stories                       | Ricky         |                            |
| 2002 | Long Story Short                       | Trent         |                            |
| 2003 | Latter Days                            | Elder Harmon  |                            |
| 2004 | The Tollbooth                          | Simon Stanton |                            |
| 2024 | Deadpool & Wolverine                   | TBA           | Pós-produção; participação |

### Televisão
| Ano           | Título                            | Creditado como | Creditado como | Creditado como | Creditado como | Personagem            | Notas                                    |
| Ano           | Título                            | Roteirista     | Diretor        | Produtor       | Ator           | Personagem            | Notas                                    |
| ------------- | --------------------------------- | -------------- | -------------- | -------------- | -------------- | --------------------- | ---------------------------------------- |
| 1997          | Law & Order                       | Não            | Não            | Não            | Sim            | Joey Timon            | Episódio: "Thrill"                       |
| 2004          | ER                                | Não            | Não            | Não            | Sim            | Andy Fesh             | Episódio: "Where There's Smoke"          |
| 2005–presente | It's Always Sunny in Philadelphia | Sim            | Sim            | Executivo      | Sim            | Ronald "Mac" McDonald | Também criador                           |
| 2007–2010     | Lost                              | Não            | Não            | Não            | Sim            | Aldo                  | 2 episódios                              |
| 2011–2012     | How to Be a Gentleman             | Não            | Não            | Consultor      | Não            | —                     | 9 episódios                              |
| 2012          | Unsupervised                      | Não            | Não            | Executivo      | Não            | —                     | 13 episódios                             |
| 2014–2017     | The Mindy Project                 | Não            | Não            | Não            | Sim            | Louis "Lou" Tookers   | 4 episódios                              |
| 2015          | On the Record with Mick Rock.     | Não            | Não            | Executivo      | Não            | —                     | 6 episódios                              |
| 2017          | Fargo                             | Não            | Não            | Não            | Sim            | Oficial Oscar Hunt    | Episódio: "The Law of Non-Contradiction" |
| 2018–2019     | The Cool Kids                     | Não            | Não            | Co-executivo   | Não            | —                     | 22 episódios                             |
| 2019          | Game of Thrones                   | Não            | Não            | Não            | Sim            | Soldado Ironborn      | Episódio: "Winterfell"                   |
| 2020–2025     | Mythic Quest                      | Sim            | Sim            | Executivo      | Sim            | Ian Grimm             | Também co-criador                        |
| 2022–presente | Welcome to Wrexham                | Não            | Não            | Executivo      | Sim            | Ele mesmo             | Também co-criador                        |

### Web
| Ano           | Título                   | Personagem               | Notas        |
| ------------- | ------------------------ | ------------------------ | ------------ |
| 2021–presente | The Always Sunny Podcast | Ele mesmo / apresentador | 77 episódios |

### Video-clipe
| Ano  | Artista         | Título       | Notas                                                            |
| ---- | --------------- | ------------ | ---------------------------------------------------------------- |
| 2021 | Imagine Dragons | "Follow You" | Co-estrelando com Kaitlin Olson, ambos aparecem como eles mesmos |

### Video-game
| Ano  | Título  | Personagem | Notas |
| ---- | ------- | ---------- | ----- |
| 2022 | FIFA 23 | Ele mesmo  | Voz   |